# 久栖博季
久栖 博季（くず ひろき、1987年4月8日 - ）は、日本の小説家。北海道生まれ、在住。弘前大学人文学部卒業。弘前大学人文社会科学研究科修士課程中退。

## 経歴
2021年、「彫刻の感想」で第53回新潮新人賞を受賞してデビュー。2024年、「ウミガメを砕く」で第37回三島由紀夫賞候補に選ばれる。

## 作品リスト

### 単行本
- 『ウミガメを砕く』（新潮社、2024年9月）
  - ウミガメを砕く - 『新潮』2023年6月号
  - 彫刻の感想 - 『新潮』2021年11月号

### アンソロジー収録
- 「末裔の足裏」 - 『ベスト・エッセイ2023』（日本文藝家協会編、光村図書出版、2023年6月）
  - 初出:『文學界』2022年4月号

### 単行本未収録
エッセイ・書評
- 「船乗りに吹く風」 - 『群像』2022年7月号
- 「人が引いた線なんて」（絲山秋子『まっとうな人生』書評） - 『文學界』2022年8月号
- 「きいれえ本」（乗代雄介『パパイヤ・ママイヤ』書評） - 『新潮』2022年9月号
- 「消失点の場所」（小川洋子『掌に眠る舞台』書評） - 『新潮』2022年12月号
- 「霧の向こうに」（岡田敦『エピタフ 幻の島、ユルリの光跡』書評） - 『新潮』2023年9月号
- 「その一族のどよもしの海は」（古川真人『港たち』書評）[4] - 『青春と読書』2025年2月号